# Objaw Gaussa
Objaw Gaussa – zwolnienie czynności serca płodu w czasie ustalania się główki lub osiągnięcia dna miednicy. Jest to deceleracja wczesna związana ze wzrostem ciśnienia śródczaszkowego, najczęściej nie oznacza zagrożenia życia płodu.
Nazwa eponimiczna upamiętnia niemieckiego ginekologa Carla Josepha Gaussa, który opisał ten objaw w 1909 roku.